# Casa de Detención de São Paulo
La Casa de Detención de São Paulo, conocida popularmente como Carandiru por estar ubicada en el barrio homónimo de la ciudad de São Paulo, Brasil. Fue una penitenciaría que ubicada en las zona nordeste de São Paulo. Fue inaugurada el 21 de abril de 1920 y fue construida por el ingeniero-arquitecto Samuel das Neves.
El nombre de "Casa de Detención" fue dado por el interventor federal Ademar Pereira de Barros que, el 5 de diciembre de 1938, mediante decreto estadual 9,789, extinguió la "Cárcel Pública" y el "Presidio Político de la Capital". Este decreto preveía la separación de los delincuentes primerizos de los reincidentes y la separación de los presos según la naturaleza de su delito.
Llegó a albergar a más de 8,000 presos y, en su momento, fue considerada la mayor cárcel de América Latina. Fue escenario de la masacre de Carandiru el 2 de octubre de 1992. Fue desactivado y parcialmente demolido en el 2002 bajo el gobierno de Geraldo Alckmin dando paso al Parque de la Juventud. En 2019, los edificios y estructuras restantes del Complejo Penitenciario (los pabellones restantes, el portal de la Penitenciaría, las estructuras de los muros de la prisión y el edificio de la prisión-albergue) fueron declaradas patrimonio histórico por el Ayuntamiento de São Paulo considerando que la preservación del complejo es fundamental para la historia penitenciaria de Brasil. Según la arquitecta Anna Beatriz Ayroza Galvão, profesora de la Escola da Cidade y ex superintendente del IPHAN, no debemos "borrar la memoria del dolor". "Si así fuera, todos los campos de concentración habrían sido destruidos; es importante dejar las huellas de este dolor para que atrocidades como ésta no se repitan en nuestra historia", explicó.

## Historia
El Complejo Penitenciario del Estado de São Paulo comenzó en la década de 1920 con la creación de la Penitenciaría del Estado, bajo el cuidado de Ramos de Azevedo.. Este establecimiento tenía capacidad para albergar a más de 2.000 presos. Posteriormente recibió reformas para alojar a reclusas y pasó a llamarse Penitenciaría de Santana.
En la década de 1950, se creó la Casa de Detención Prof. Flamínio Favero bajo el mandato del entonces gobernador Jânio Quadros, popularmente conocida como Casa de Detención del Complejo de Carandiru. Inicialmente, se construyeron tres pabellones: 2, 5 y 8, todos con capacidad total para 3.500 presos preventivos. Pero la criminalidad en aquella época crecía y los Distritos Policiales de la Capital, la Cárcel del Hipódromo (cerrada en 1994) y la Cárcel de Tiradentes estaban superpobladas.
La Casa de Detención de São Paulo fue entregada a la población el 11 de septiembre de 1956 para albergar a todos los presos provisionales de la capital. Inaugurada, fue considerada por diversos organismos de seguridad de Brasil y de otros países como la segunda mayor prisión del mundo y la más segura. Y como no había más plazas libres en otros lugares para cumplir sus condenas, la Casa de Detención de São Paulo se convirtió en un auténtico depósito de presos.
Cada gobernador entrante mandaba construir otro pabellón y remodelar los que se iban deteriorando. Con la llegada de la década de 1960, se entregaron cuatro pabellones más: el 4, el 7 y el 9, el último de los cuales se destinó a presos primarios de entre 18 y 25 años y de alta peligrosidad.
El acontecimiento que dejó huella fue la tristemente célebre Masacre de Carandiru, el 2 de octubre de 1992, que dejó 111 presos muertos. En esa fecha había más de 9800 presos en todo el complejo. Así como la mega-rebelión del Primer Comando de la Capital (PCC) el 8 de febrero de 2001, que logró sincronizar 30 unidades carcelarias al mismo tiempo para rebelarse. La megarebelión se saldó con 16 presos muertos, así como con familiares de presos heridos en circunstancias un tanto confusas.
La Casa de Detención cerró sus puertas a mediados de septiembre de 2002, tras 46 años en funcionamiento, y el 9 de diciembre de 2002 los pabellones 6, 8 y 9 fueron implosionados. Los otros pabellones, 2, 4, 5 y 7, iban a ser reformados y convertidos en un Centro de Estudios Tecnológicos, un centro cultural, entre otros.
En 2005, el gobernador Geraldo Alckmin ordenó la implosión de los pabellones 2 y 5, dejando sólo el 4 (enfermería) y el 7 para el Museo del Computador y AcessaSP.

## En la cultura popular

### Televisión
La tercera temporada de la serie de televisión estadounidense Prison Break se inspiró en la Casa de Detención de São Paulo y en la Penitenciaría de San Pedro, en Bolivia. En la serie, la penitenciaría se llama Sona (Penitenciária Federal de Sona).
El lugar también se hizo conocido por una polémica y rara edición de Domingo Legal, en la que la vidente Socorro Leite y la entonces presentadora Gugu Liberato visitaron la zona, que ya estaba desactivada, durante el mes de mayo de 2002. Este episodio estuvo marcado por los gritos de miedo de la sensible y el tono sensacionalista de los reportajes, que la llevaron a impedir la difusión de este suceso en cualquier medio de comunicación. Actualmente, sólo una parte de la visita de Socorro está disponible en YouTube.

### Literatura
- Estação Carandiru de Dráuzio Varela
- Diario de un preso de Jocenir
- Vidas do Carandiru - Histórias Reais de Humberto Rodrigues
- Às Cegas de Luís Alberto Mendes
- André du Rap, Sobreviviente de la Masacre de Carandiru de André du Rap
- Código de Cela, o mistério das prisões de Guilherme S. Rodrigues
- Memorias de un superviviente de Luís Alberto Mendes
- Cela Forte mulher, de Antônio Carlos Prado
- Pavilhão 9, Paixão e morte no Carandiru de Hosmany Ramos
- Carandirú: el Caldero del Diablo de Celso Bueno de Godoy
- Una puerta a la vida - Celso Bueno de Godoy

### Filmografía
- El prisionero de la reja de hierro, de Paulo Sacramento (2003). Documental realizado por los propios presos, un año antes del cierre de la Casa de Detención de Carandiru.
- Carandiru, película de Hector Babenco (2003)